# Honing

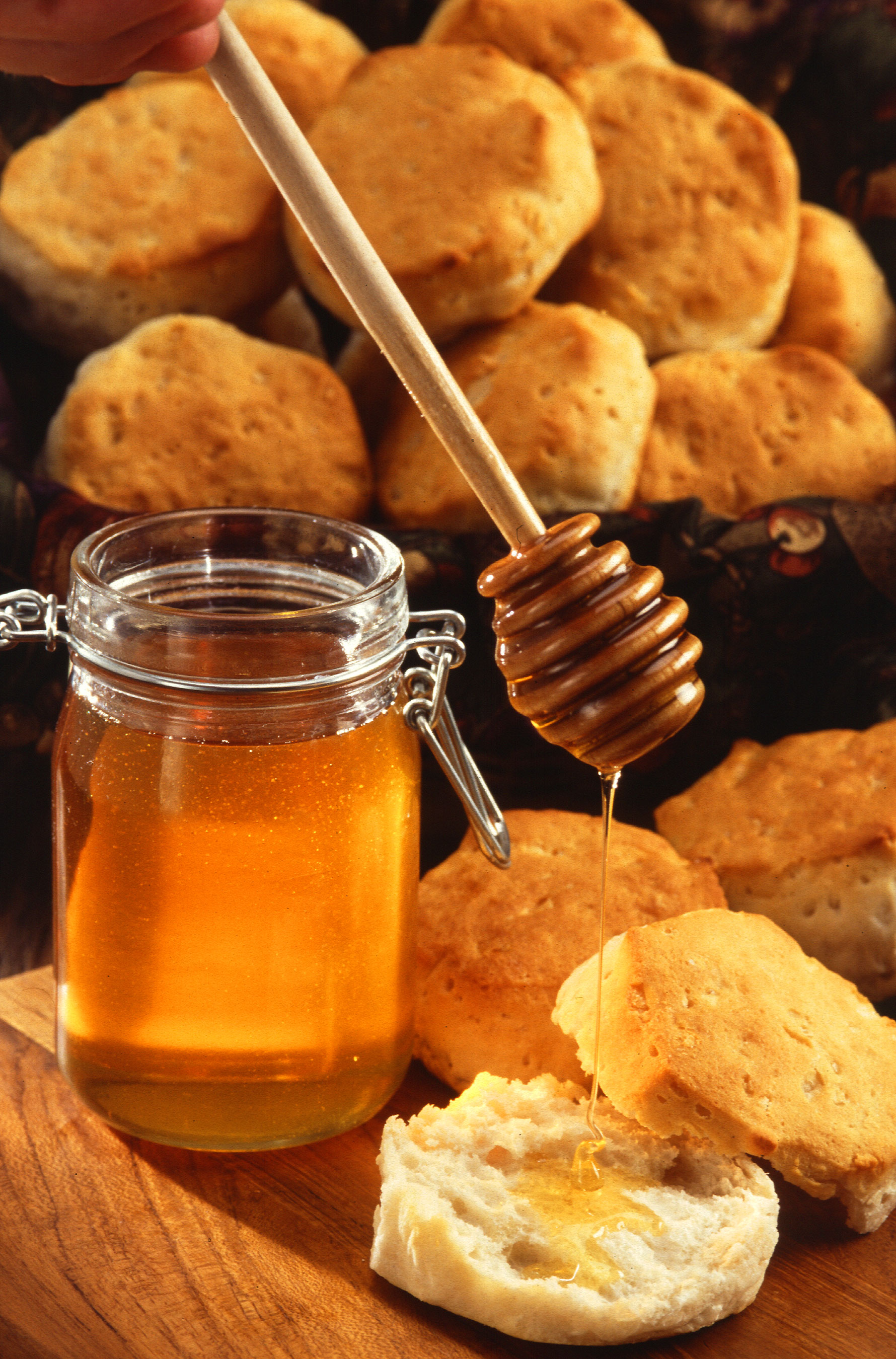
Vloeibare honing

Honing (of verouderd: honig) is een natuurlijke vloeibare zoete substantie die ontstaat als honingbijen en/of honingmieren nectar uit bloemen verzamelen en deze vervolgens omzetten. De nectar wordt zowel door toevoegen van enzymen als door indikking door verdamping omgezet naar honing. Honing wordt door mensen als voedingsmiddel gebruikt. De kleur en de smaak van honing wordt grotendeels bepaald door de oorsprong van de nectar (honing van de paardenbloem smaakt anders dan die van bijvoorbeeld de linde), maar ook de mate van kristallisatie is van invloed op de smaaksensatie.
Al sinds zeker 2014 wordt er op grote schaal met honing gefraudeerd door het toevoegen van suikersiroop en het vermengen van dure met goedkope honing.

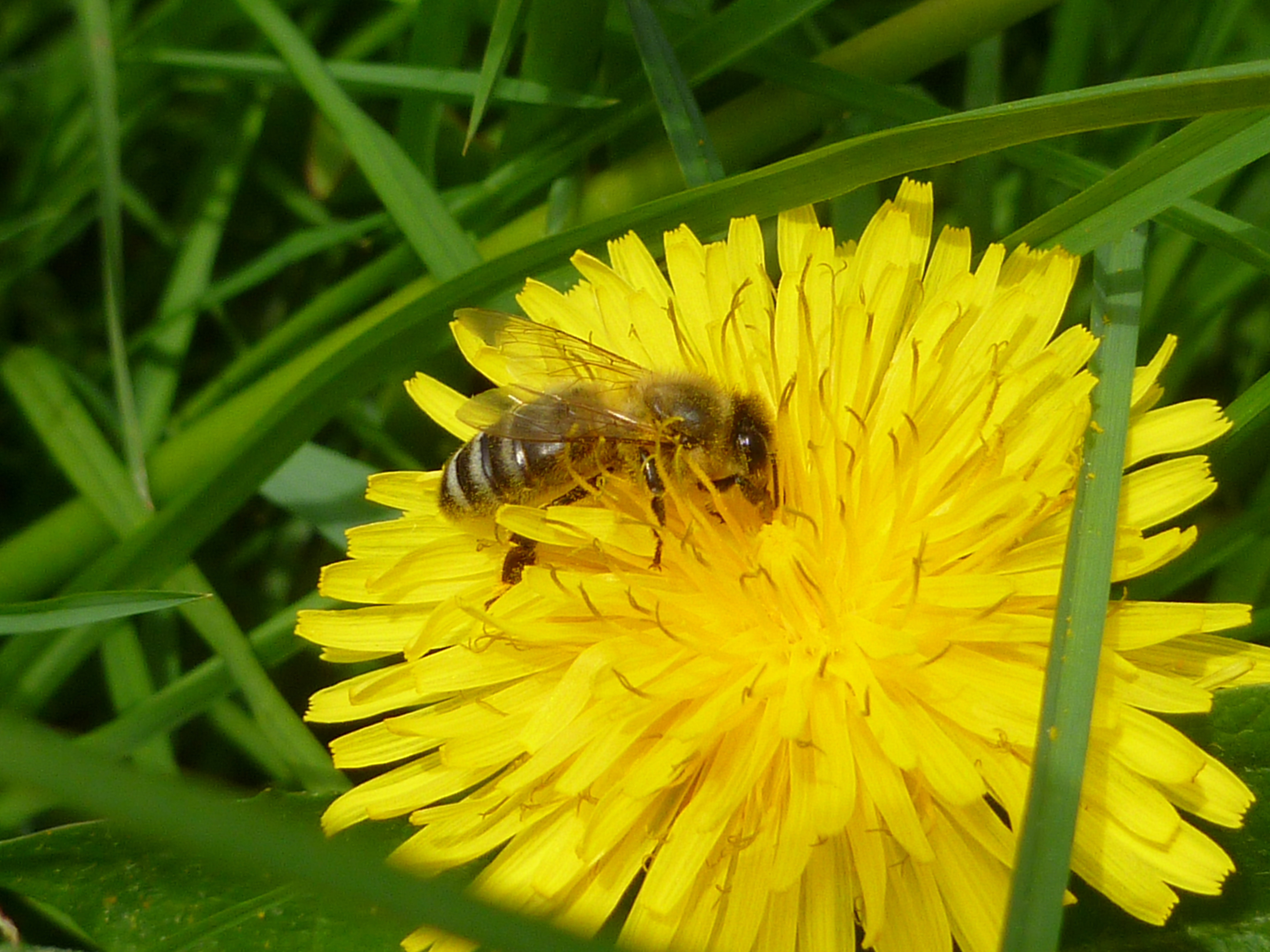
Een bij zuigt nectar uit een paardenbloem

## Honingproductie

### Haalbijen
Nectar bevat diverse suikers, mineralen en sporenelementen. De haalbijen zuigen tijdens hun foerageervluchten de vloeibare nectar op van de nectariën van bloemen en andere plantendelen. De nectar komt in de in het achterlijf gelegen honingmaag. (Het ventiel tussen honingmaag en middendarm verhindert daarbij de vermenging met de producten van de spijsvertering van de bij.) De haalbijen voegen direct al (vanuit verschillende speekselklieren in de kop en het borststuk van de bij) de eerste enzymen aan de nectar toe. Door de werking van deze enzymen en enzymen afkomstig van de planten breken de meervoudige suikers af tot beter verteerbare enkelvoudige suikers.

### In de bijenkast

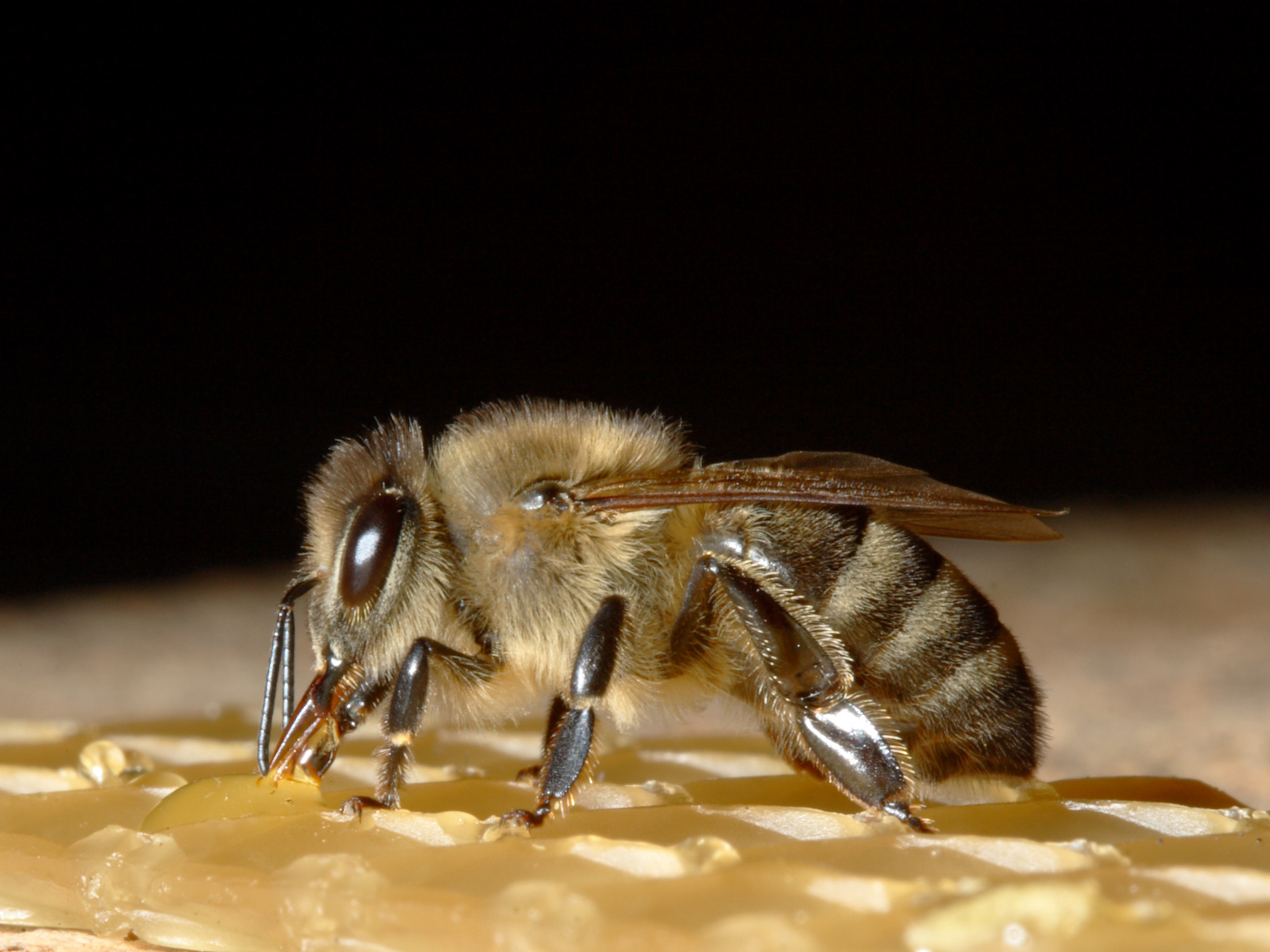
Bewerken van honing door een bij

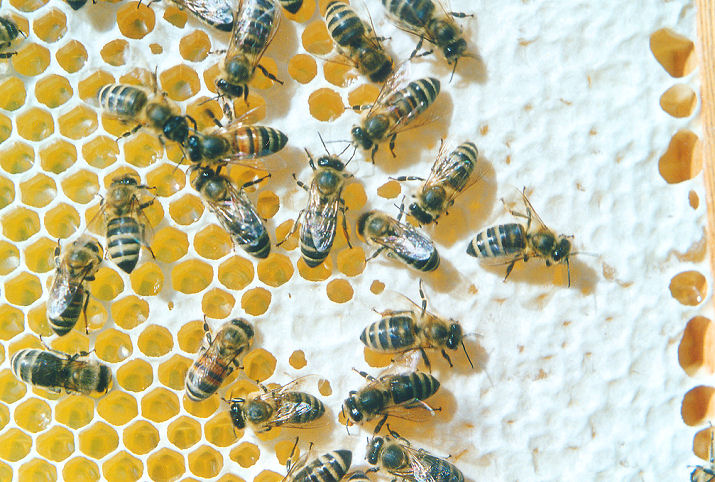
Bijen verzegelen de honing in de raat

Bij terugkomst in de bijenkast wordt het suikerhoudende sap uit de honingmaag via de monddelen aan de jongere bijen overgedragen. Terwijl de druppel van bij naar bij beweegt voegen de bijen steeds kleine beetjes speeksel – ook wel secreet genoemd – toe vanuit de kopklieren tijdens het passeren van de slokdarm. In dit speeksel zitten verschillende enzymen zoals diastase, invertase, katalase die inwerken op de nectarsuikers. Ook glucoseoxidase wordt toegevoegd. Glucoseoxidase activeert de omzetting van glucose tot gluconzuur en waterstofperoxide. Het gluconzuur creëert een zuur milieu en de waterstofperoxide zorgt voor een desinfecterend effect, waardoor de honing en ook de bijenkast bacterie- en schimmelvrij blijven. Hoe meer glucoseoxidase aanwezig is, hoe meer waterstofperoxide en gluconzuur er zal worden gevormd. Het enzym blijft actief zolang de nectar nog niet helemaal tot honing is ingedikt.
Het vochtgehalte van de honing wordt verminderd door verdamping. Daartoe wordt de honing in druppeltjes op de bijentong aan de warme droge lucht in de bijenkast blootgesteld. Gedurende deze operatie worden ook voortdurend enzymen toegevoegd. Daarna wordt de honing in de lege honingraatcellen opgeborgen. In de honingraat wordt de honing ten slotte door speciale ontvochtigings- en ventilatietechnieken zoals snel vleugelgeklapper verder ingedikt, totdat de honing een watergehalte van ongeveer twintig procent en de juiste rijpheid heeft.
Honing in de bijenkast heeft de temperatuur van ongeveer 35 °C. Als honing boven de 40-45 °C verwarmd wordt, worden de voor honing zo kenmerkende enzymen vernietigd en daarmee vele van de aan haar toegeschreven kwaliteiten.
Als de honing rijp is worden de cellen met wasdekseltjes verzegeld. Voor de imker is dit het teken dat de honing geoogst kan worden. Voor elke kilo honing is vier kilo nectar nodig. Een bijenvolk in Nederland produceert ongeveer dertig kilo honing per jaar.

### Verwerking door de imker

#### Slingeren
De ramen worden uit de bijenkasten genomen, de wasdekseltjes waarmee de cellen verzegeld zijn, worden weggesneden, waarna de ramen met de open raat in een centrifuge (de honingslinger) wordt gehangen en de honing eruit wordt geslingerd. De honing wordt vervolgens gezeefd. De meeste honing is tegenwoordig slingerhoning.

#### Persen
Bij persing worden de honingraten verbrijzeld en het aldus ontstane mengsel door een doek geperst, waarbij de wasdeeltjes achterblijven. Dit gebeurde vooral vroeger met de honing uit bijenkorven.

#### Raathoning
Raathoning is honing die door de bijen in volkomen nieuwe raat is opgeslagen zonder dat de imker gebruik heeft gemaakt van kunstraat. Raathoning wordt ook wel sectiehoning genoemd, vooral als er sprake is van nette vierkante stukken raathoning (en al helemaal als het regelrecht vanuit de bijenkast tussen vier plankjes zit - waarbij de bijen het dan dus zelf tussen die vier plankjes hebben opgeslagen).

#### Brokhoning
Brokhoning (ook wel raatbrok in honing genoemd) is raathoning die in een pot is gedaan waarna die pot verder met vloeibare honing is afgevuld. De vloeibare honing en het stuk raat mogen van dezelfde soort zijn, maar meestal wordt voor de vloeibare honing acaciahoning of robiniahoning gebruikt omdat deze zeer lang vloeibaar blijft. Dat is van belang voor de verkoop want als de honing gaat kristalliseren dan zie je de honingraat immers niet meer.

#### Crèmehoning
Wanneer de imker de honing voordat dat deze wordt ingepot gaat enten met een zeer kleine hoeveelheid fijn kristalliserende honing en de honing daarna een aantal weken dagelijks roert krijgt men als eindproduct crèmehoning.

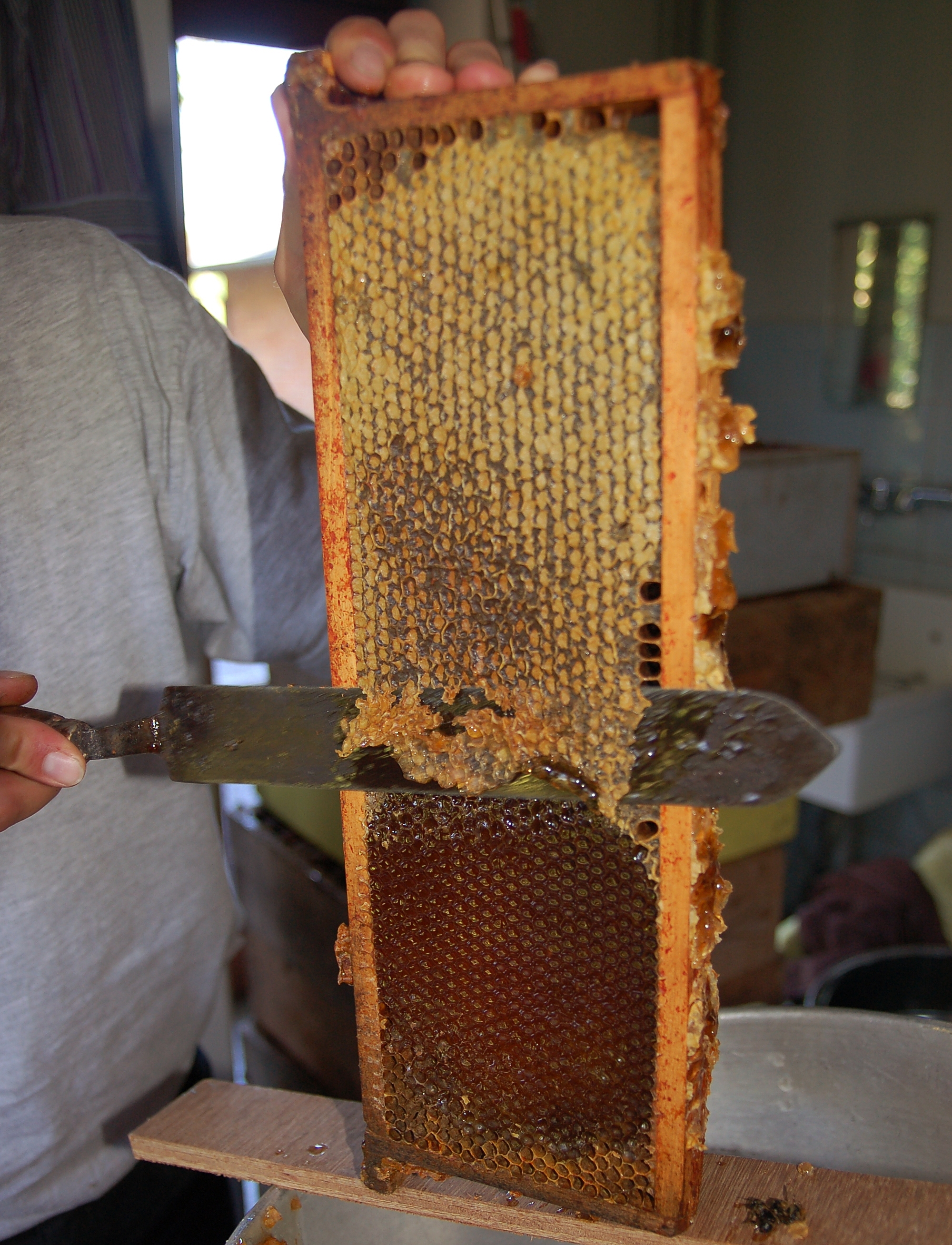
Verzegeling van honingraat verwijderen
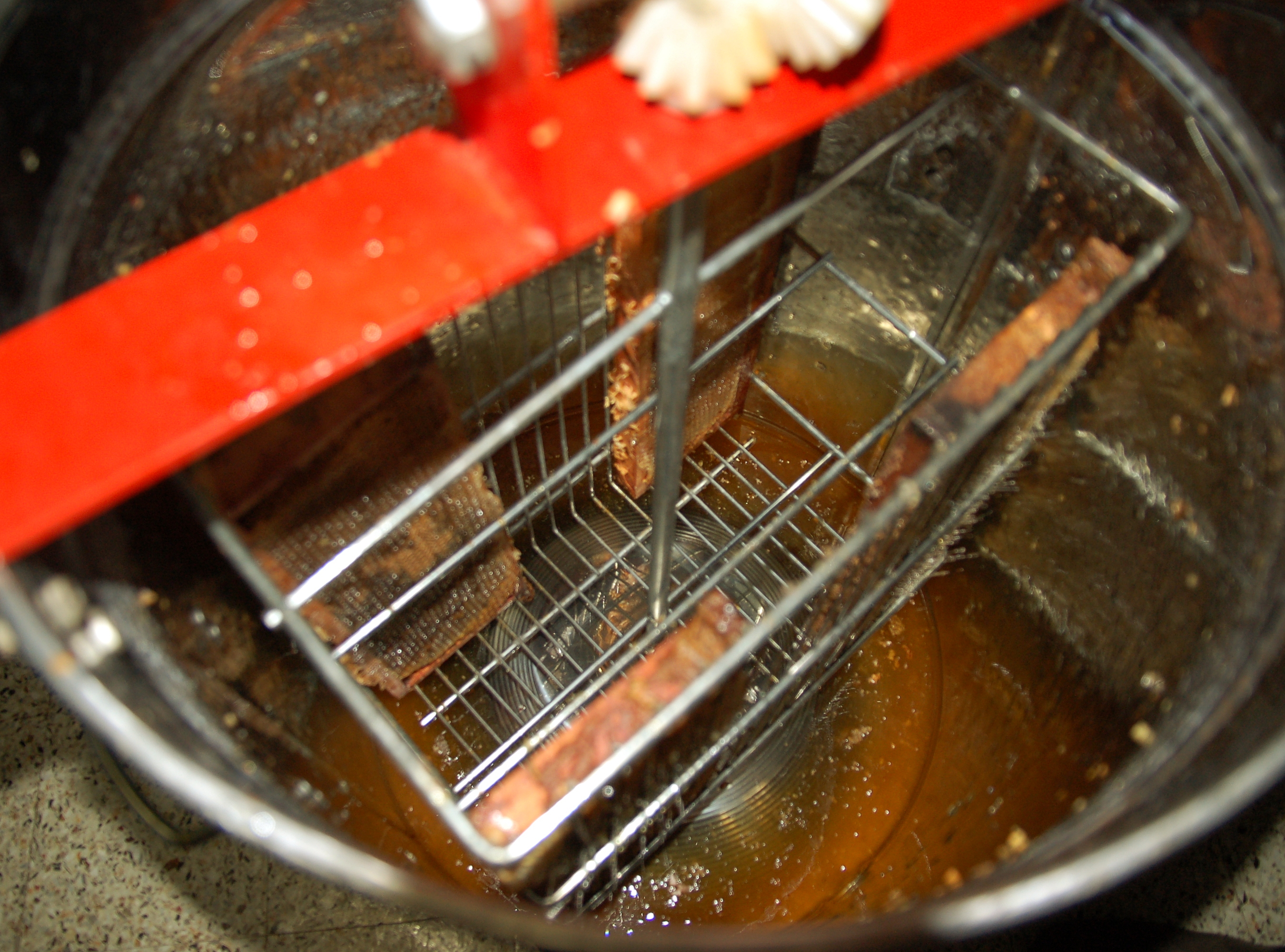
Honingslinger
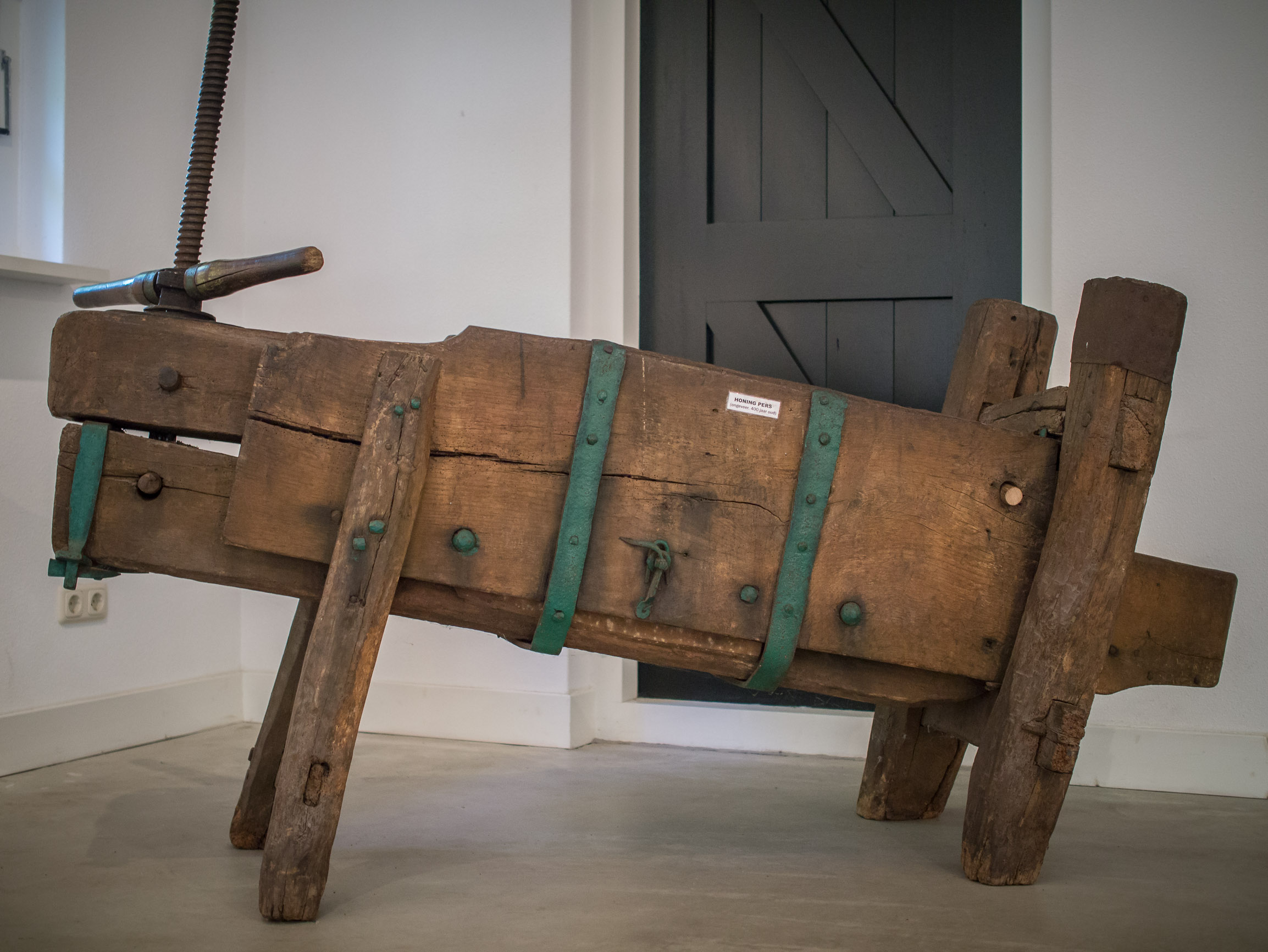
400 jaar oude honingpers
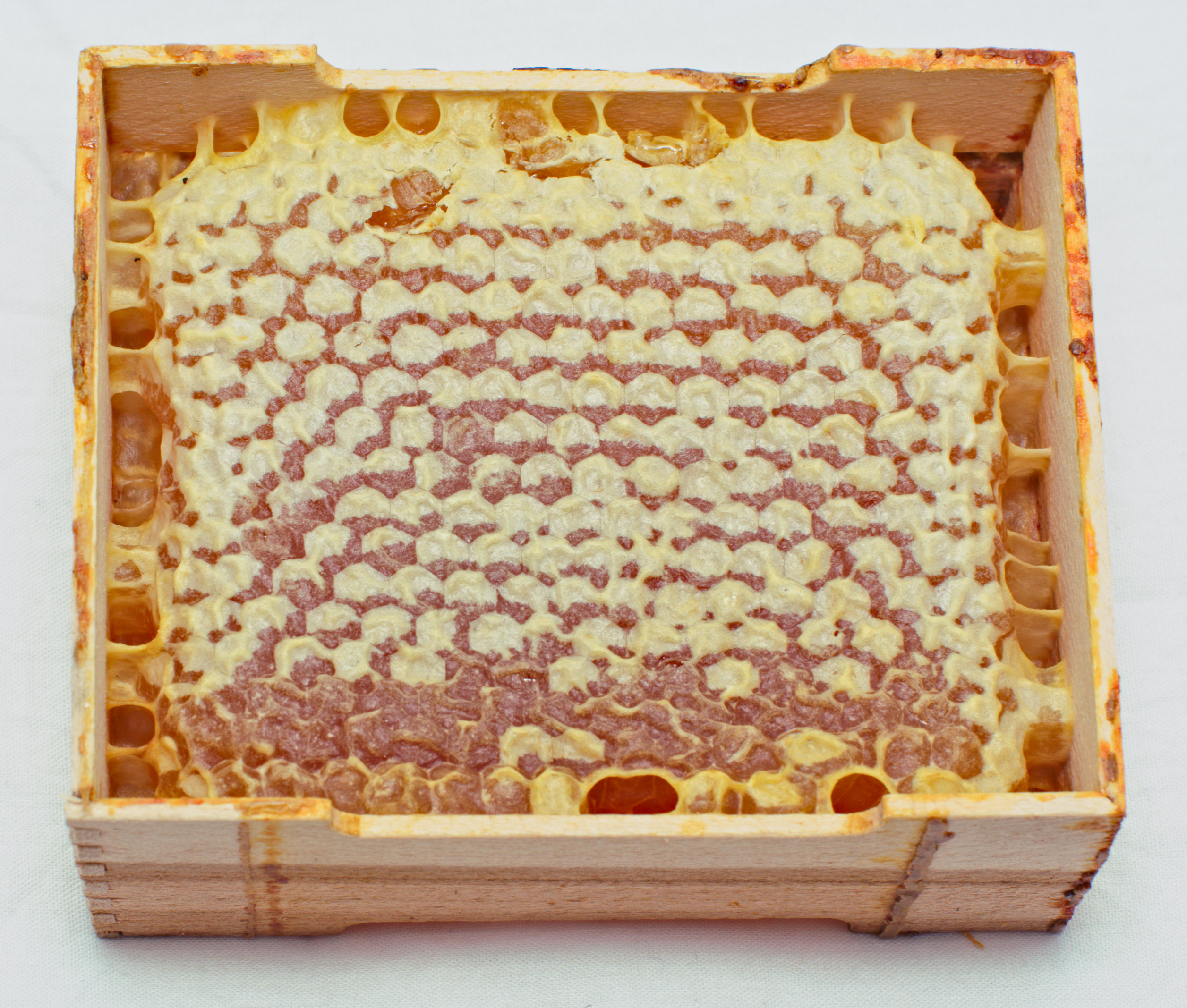
Raathoning
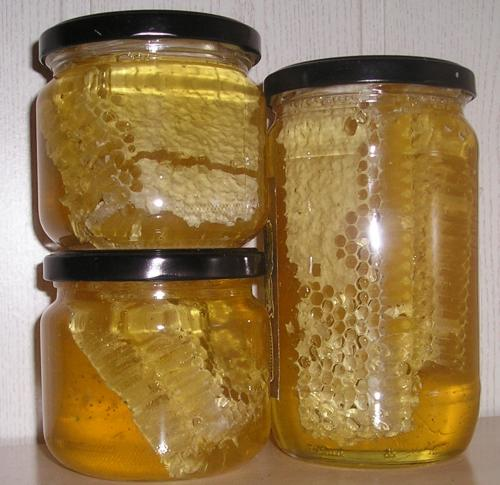
Brokhoning

## Honingsoorten

### Bloemenhoning (nectarhoning)
Smaak, geur, kleur en consistentie (hardheid of loperigheid) van honing variëren naargelang van de soort bloemen waaruit de nectar is gewonnen. De meeste honing bestaat uit nectar van verschillende soorten bloemen en bloesems. Bijen verzamelen het liefst nectar van één soort plant wanneer deze in voldoende hoeveelheid beschikbaar is. Ze maken dan specifieke honingsoorten van planten als linde, lavendel, roos, klaver, heide, koolzaad, rozemarijn, tijm en kastanje.
Via het aandeel van de verschillende soorten pollen in de honing kan men de oorsprong van de nectar die voor het bereiden van de honing gebruikt is vaststellen. Een specifieke honingsoort mag pas als zodanig worden vermeld op het etiket als er meer dan een bepaald minimum aan pollen van de betreffende waardplant aanwezig is. Honing uit nectar van een gemengde afkomst wordt bloemenhoning genoemd.

### Honingdauwhoning
Honingdauwhoning wordt geproduceerd van honingdauw. Deze zoete stof wordt uitgescheiden door luizen of andere insecten die plantensappen van een plant aftappen en opzuigen. Deze insecten kunnen op veel verschillende soorten planten voorkomen zoals beuk, eik, esdoorn, linde of zuurbessoorten, coniferen zoals fijnspar of lariks. Honingdauw heeft via de maag van het insect al een bewerking ondergaan. De bijen verzamelen deze honingdauw en maken er honing van. Honingdauwhoning wordt ook woud-, blad-, bladluizen-, of luizenhoning genoemd, of ook wel dennenhoning of larixhoning.
Honingdauwhoning is donker van kleur, kruidig van smaak en duurder dan normale honing uit nectar. Het heeft een rijkere samenstelling. In het wisselvallige klimaat van de Lage Landen is het winnen van honingdauwhoning niet goed mogelijk. Een flinke regenbui spoelt al gauw alle honingdauw weg.

### Acaciahoning
Acaciahoning is een heldere honingsoort die licht van kleur is en vrij vroeg kan worden verzameld, omdat de robinia ("acacia") van mei tot juli bloeit. De honing heeft een hoog fructosegehalte, waardoor deze een zeer zoete smaak heeft en slechts langzaam kristalliseert. De honing is dun-vloeiend. Omdat de smaak niet overheersend is, wordt de honing ook gebruikt als vervanger van suiker of andere zoetstoffen in dranken als koffie, thee en yoghurt en in gebak.

## Kenmerken van honing

### Samenstelling
Gemiddeld bevat honing 38% fructose (vruchtensuiker), 31% glucose (druivensuiker), 10% andere suikers, voornamelijk maltose (moutsuiker) en wat sacharose (gewone tafelsuiker).
Volgens de Nederlandse Warenwet moet bloemenhoning voor minstens 60% uit fructose en glucose bestaan en mag het maximaal 5% sacharose bevatten, met uitzondering van enkele soorten (waaronder acaciahoning en eucalyptushoning), die tot 10% mogen bevatten en lavendel- en bernagie-honing, die maximaal 15% sacharose mogen bevatten. Voor alle honingdauwhoning geldt dat die voor minimaal 45% uit fructose en glucose moet bestaan en voor maximaal 5% uit sacharose.
Hiernaast bevat honing nog 4% begeleidende waardevolle stoffen zoals enzymen, vitaminen, zuren, hormonen, bacterieremmers, waterstofperoxide, stuifmeel en mineralen zoals verbindingen van fosfor, mangaan, ijzer of koper. Honing bestaat voor maximaal 20% uit water en heeft een gemiddelde dichtheid van 1,36 kg/l.
Bloemenhoning bevat tot circa 1% stuifmeel (pollen). Een bepaalde soort honing bevat, afhankelijk van de door de bijen bezochte bloemensoort, voor een groot deel pollen van die soort plant. Het minimum aandeel hangt af van de soort honing en loopt sterk uiteen van 10% tot 90%. Dat komt omdat de ene soort meer stuifmeel geeft dan de andere. Acacia moet bijvoorbeeld voor minstens 20% specifiek zijn, klaver voor 45% en tamme kastanje voor 90%.

### Vloeibaarheid en kristallisatie
Lentehoning, zoals van de acacia, is meestal stroperiger door de grote hoeveelheid fructose die erin zit en hij blijft lang vloeibaar. Naarmate het seizoen vordert zal de honing meer glucose bevatten en een vastere consistentie hebben. Heidehoning blijft jarenlang geleiachtig.
Elke honingsoort zal op den duur gaan kristalliseren. De snelheid waarmee de honing kristalliseert is met name afhankelijk van de hoeveelheid druivensuiker in de honing. Deze is voor alle honingsoorten verschillend. Koolzaadhoning bevat veel druivensuiker en wordt dus snel vast. Ook kristalliseert de ene honingsoort (bijvoorbeeld lindehoning) in grove en de andere (fruit- en wilgenhoning) in fijne kristallen.

### Houdbaarheid
Pure honing bederft nauwelijks, maar de smaak kan wel veranderen. Er is honing gevonden in Egyptische koningsgraven die nog geschikt was voor consumptie. Dit komt doordat de concentratie water in honing erg laag is en bacteriën daardoor niet goed kunnen gedijen.

## Antibioticum
Honing staat bekend als natuurlijk antibioticum. Dit komt onder andere door de hoge concentratie aan suiker en het voorkomen van waterstofperoxide, dat door een suikerafbrekend enzym in de honing wordt aangemaakt. Verder bevat honing  een antibacterieel eiwit, dat een functie in het afweersysteem van bijen vervult.
Honing wordt in het menselijk lichaam te snel afgebroken om daar als antibioticum te kunnen werken. Op de huid zou het echter wel verlichting kunnen brengen. Er wordt om die reden al vele jaren onderzoek gedaan naar de voordelen van het gebruik van honing bij wondgenezing.

## Zuigelingen
Honing is ongeschikt als voedingsmiddel of anderszins voor kinderen jonger dan een jaar, doordat het maag- en darmstelsel van zuigelingen tot 12 maanden nog niet volledig is ontwikkeld. Sporen van de bacterie Clostridium botulinum kunnen in honing aanwezig zijn en zuigelingenbotulisme veroorzaken.

## Culturele betekenis
Honing heeft in veel culturen een zuiverende betekenis vanwege zijn zoetheid. In het oude China was honing al bekend als zoetmiddel in de brede zin van het woord; het was dan ook een symbool voor seksueel genot. Ook in Indiase mythen speelt honing een belangrijke rol. In Koranische verzen staat dat honing een drank is met een gezondheidsbevorderende werking, wat maakt dat ook moslims veel waarde hechten aan het voedingsmiddel.

## Etikettering
Bij honing die is geproduceerd in een enkel land moet volgens de huidige Europese regelgeving op het etiket het land van oorsprong worden vermeld. Bij mengsels van honing uit meerdere landen hoeft alleen maar te worden vermeld dat het een mengsel is van EU- of niet-EU-landen, dan wel uit beide. In 2023 heeft het Europees Parlement voor de tweede maal voorgesteld om dit te veranderen, zodat controleerbaar wordt in hoeverre er is gemengd met goedkope importhoning.
Vanaf 14 juni 2026 treedt Wijzigingsrichtlijn (EU) 2024/1438 in werking. Vanaf die datum moet het land van oorsprong op het etiket worden aangegeven en bij mengsels de verschillende landen van herkomst, met in aflopende volgorde het percentage.

## Fraude
In Europa verkochte honing bleek op grote schaal te zijn vermengd met goedkope suikersiroop. Uit een niet-representatief onderzoek van Europese en nationale autoriteiten tussen 2015 en 2017 bleek dat er bij 14% van de geanalyseerde monsters honing sprake was van vervalsing. Bij het door de Europese Commissie gecoördineerde vervolgonderzoek "From the Hives" (2021-2022), uitgevoerd volgens een nieuwe testmethode en gepubliceerd in maart 2023, bleek bijna de helft van de door Europa geïmporteerde honing ervan te worden verdacht niet te voldoen aan de zuiverheidseisen van de Europese regelgeving voor honing.
Door kunstmatig goedkope suikersiroop aan de honing toe te voegen wordt het volume vergroot en kan de "honing" goedkoper worden verkocht en de winst worden verhoogd. Driekwart van de verdachte honing werd geïmporteerd uit China. Honing uit Turkije bleek voor 93% verdacht te zijn en die uit Verenigd Koninkrijk voor 100%. In het VK wordt de honing geïmporteerd uit andere landen, daar vermengd met suikersiroop en vervolgens geëxporteerd naar de EU. Volgens het onderzoek van 2021-2022 exporteerde 57% van de Europese distributeurs honing met vermoedelijk toegevoegde suikers.
Een geavanceerde test kan worden uitgevoerd middels NMR-spectroscopie. Hiermee kunnen honingsoorten op basis van de moleculaire samenstelling van elkaar onderscheiden worden. Met de NMR-test kunnen zowel C3 als C4-suikers worden gedetecteerd. Voor de interpretatie van de waarden moet er echter eerst een betrouwbare database van referentie-waarden worden opgebouwd. Door het grote aantal landen waar de honing vandaan komt, de verschillende productiemethoden en klimaatomstandigheden en dergelijke, en de talloze mengsels van honingsoorten, is dit echter lastig. De NMR-test is daarom omstreden.
Een vijftiental door het Nederlandse tv-programma Keuringsdienst van waarde in winkels gekochte merken honing werden in 2024 door een gerenommeerd laboratorium getest volgens de enige door de EU gecertificeerde testmethode om vervalsingen op te sporen. Volgens de test waren alle monsters zuiver, zonder toevoegingen. Honing bevat alleen C3-suikers. Met de gecertificeerde testmethode kunnen echter alleen toegevoegde C4-suikers (tetroses) worden gedetecteerd en niet toegevoegde C3-suikers in de vorm van suikerstropen van bijvoorbeeld tarwe, rijst of suikerbieten die zijn bijgemengd bij de oorspronkelijke C3-suikers (trioses) van de honing. Toen dezelfde monsters met een verbeterde testmethode opnieuw werden onderzocht, bleken 11 van de monsters bijgemengde C3-suikers te bevatten. Deze speciale 'testbestendige' suikersiropen zijn gewoon via internet te koop. Doordat de suikersiropen zelf neutraal van smaak zijn, blijft het mengsel nog steeds naar honing smaken. Het kan nog jaren duren voordat de Europese wetgeving aan de nieuwe fraude-methoden is aangepast. Fraudeurs passen hun methoden steeds weer aan aan de beschikbare tests.
Bij de Europese onderzoeken werd er ook fraude geconstateerd met de vermelding op het etiket van het land van herkomst. Hierbij kan de honing worden verkocht als dure kwaliteitshoning, terwijl deze in werkelijkheid is vermengd met honing van mindere kwaliteit uit goedkope landen of met "bakkershoning". Ook kunnen zo importheffingen worden ontweken.
Een andere vorm van fraude bij de etikettering is honing verkopen als speciale dure honingsoort, bijvoorbeeld acacia-, tijm-, manuka- of heidehoning, die in werkelijkheid is versneden (aangelengd) met of geheel bestaat uit goedkope bloemenhoning. In 2014 stelde de Consumentenbond al vast dat hiermee werd gesjoemeld.

### Duits onderzoek (2025)
Een vervolg-onderzoek op eerdere tests van ZDF's Frontal in 2025 wees uit dat suikersiropen om honing aan te lengen speciaal zijn ontworpen om de in Europa toegelaten 'echtheids-testen' te omzeilen. Het onderzoek toonde aan dat toevoeging van tot 20% van deze stroop onontdekt bleef bij de zogenaamde "NMR-Test". Met bijmenging van 20% suikersiroop kan de winstmarge van de handelaren bijna verdubbeld worden. De siroop komt vooral uit China. De Oostenrijkse imkers eisten verplichtstelling van nieuwe controle-methoden, zoals DNA-analysen.

### EU-regelgeving
Wijzigingsrichtlijn (EU) 2024/1438 voorziet in de oprichting van een commissie ter verbetering van de authenticiteitscontrole op honing, het opzetten van een
EU-traceerbaarheidssysteem en aanbevelingen te doen voor de oprichting van een EU-referentielaboratorium.

## Wereldwijde productie
| Topproducenten van honing 2018 | Topproducenten van honing 2018 |
| Land                           | Productie (ton)                |
| ------------------------------ | ------------------------------ |
| China                          | 446.900                        |
| Turkije                        | 114.113                        |
| Argentinië                     | 79.468                         |
| Iran                           | 77.567                         |
| Oekraïne                       | 71.279                         |
| Verenigde Staten               | 69.104                         |
| India                          | 67.442                         |
| Rusland                        | 65.006                         |
| Mexico                         | 64.253                         |
| Ethiopië                       | 50.000                         |
| Brazilië                       | 42.346                         |